# Acteon pelecais
Acteon pelecais is een slakkensoort uit de familie van de Acteonidae. De wetenschappelijke naam van de soort is voor het eerst geldig gepubliceerd in 1972 door Ev. Marcus.